# توم ديفين
توم ديفين (بالإنجليزية: Tom Devine)‏ هو مؤرخ بريطاني، ولد في 30 يوليو 1945 في ماذرويل ‏ في المملكة المتحدة.